# Pico de Alencar
O Pico de Alencar ou Pico Alencar é um pico de 1555 metros de altitude, na ponta da Geleira Lind, 6 milhas náuticas (11 km) a leste do Cabo Perez, no oeste da Terra de Graham, na Antártida. Foi descoberto pela Expedição Antártica Francesa de 1908–10, sob Jean-Baptiste Charcot; e nomeado por ele em homenagem a Alexandrino Faria de Alencar, um ministro da Marinha Brasileira na época.